# Caroline Stephen
Caroline Stephen (Londra, 8 dicembre 1834 – Cambridge, 7 aprile 1909) è stata una filantropa e scrittrice inglese, zia paterna di Virginia Woolf.

## Biografia
Caroline Stephen nacque l'8 dicembre 1834 a Kensington Gore, Londra, figlia di Sir James e Jane Catherine Stephen. I suoi fratelli erano Sir James Fitzjames Stephen e Sir Leslie Stephen (1832-1904), che fu il primo editore del Dictionary of National Biography. Caroline Stephen fu educata da una governante e crebbe entrando in contatto con letterati e religiosi. Visse a Londra, poi si trasferì a Bringhton, successivamente a Windsor ed infine a Wimbledon.
Durante l'adolescenza visse a Cambridge per seguire il padre che, ritiratosi dalla vita politica, divenne professore universitario. Si dice che Stephen abbia avuto una storia d'amore che terminò male nel 1857. Secondo suo fratello, Leslie, il suo amato la lasciò e poi morì in India, anche se sembra non esserci alcuna conferma al riguardo. Secondo Quentin Bell, biografo e nipote di Virgina Woolf, la presunta storia d'amore di Caroline sarebbe stata la causa del suo malessere. Ci descrive Caroline come una donna intelligente, ma che nonostante ciò, cadde nel ruolo della donna tipicamente vittoriana: la "donna angelo" i cui diritti legali erano simili a quelli dei figli, ma non poteva votare né possedere alcuna proprietà.

## Opere e Quaccherismo
Caroline Stephen si dedicò alla beneficenza negli anni sessanta del 1800 e pubblicò The service of the Poor nel 1871 dopo aver discusso le sue ipotesi con Florence Nightingale. Dopo aver riflettuto a lungo sulla fede con Robert Were Fox, decise di diventare quacchera, abbandonando le idee del Cristianesimo evangelico trasmessole dai suoi genitori. Dopo essersi presa cura della madre fino al momento della sua morte, Caroline fondò con sua cugina Sara Stephen la Metropolitan Association for Befriending Young Servants. Nel 1877 riuscì a disporre di un edificio da dedicare alle donne, l'Hereford Buildings, collocato in quella che poi divenne Old Church Street. Nel 1879 si unì ai quaccheri e nel 1890 pubblicò Quaker Strongholds, nel quale espose le sue idee. La sua opera fu considerata un "Quaker classic" anche dopo cent'anni dalla sua pubblicazione. Il catalogo di libri Friends General Conference lo definisce una delle più chiare visioni della fede Quaccherista, anche se il fratello lo definì "un altro piccolo lavoro dei suoi", denigrando, come faceva spesso, il lavoro della sorella.
Il suo libro la rese una delle Quaccheriste più conosciute. Fu un'anti-suffragista: credeva che la maggioranza delle donne non volesse un cambio del proprio status quo. Le sue idee si diffusero maggiormente dopo la sua morte anche grazie alla vicinanza che le suffragiste più attive dimostrarono nei confronti delle idee quaccheriste. Questo, però, portò i Quaccheristi non-violenti a non supportare pienamente il femminismo.

## Cambridge
Caroline Stephen si trasferì a Cambridge nel 1895 e fu assistita a Newnham da sua nipote, Katherine Stephen, direttrice del College di Newnham. Caroline Stephen morì nella sua casa a Cambridge il 7 aprile 1909, lasciando in eredità a sua nipote Virginia Woolf 2.500 sterline. Questo denaro fu fondamentale per la carriera della nipote poiché le rese possibile dedicarsi esclusivamente alla sua attività di scrittrice. Il denaro, disse Virginia Woolf, "mi svelò il cielo". Nel 1911 Katherine Stephen pubblicò The vision of Faith and other Eassys, che contiene gli scritti di Caroline Stephen.